# Лиминальность
Лимина́льность (англ. Liminality, от лат. līmen — порог, пороговая величина) — физиологический, неврологический или метафизический термин, обозначающий «пороговое» или переходное состояние между двумя стадиями развития человека или сообщества. Закономерности лиминального периода как периода «жизненных перемен» или «кризисов развития» в обрядах перехода первобытных сообществ исследовали Арнольд ван Геннеп и Виктор Тёрнер.
Лиминальность связана с изменением социального статуса, ценностей и норм, идентичности (identity) и самосознания, поэтому представляет собой типичный пример междисциплинарной проблемы. Она включает в себя широкий спектр социологических, психологических и физиологических проблем, реализуя экспансию культуры и освоение ею новых пространств и сфер через человека, как носителя нового смысла и порядка. Потенциал нового определен природой лиминальности, ситуацией неопределенности, амбивалентности и размытой социальностью, стимулирующий энергичный поиск новой фундаментальной общности.

## Лиминальность в обрядах перехода
Лиминальный период является неотъемлемой частью ритуала перехода в большинстве культур, будь это переход в другую возрастную группу (дети-подростки), смена социального положения (заключение братского союза, избрание нового вождя в племени, утрата родственника или супруга) или свадебный ритуал. Все обряды перехода отмечены тремя фазами: разделение (separation), грань (margo, или limen, что по-латыни означает «порог») и восстановление (reaggregation). Первая фаза означает открепление личности или целой группы от занимаемого ранее места в социальной структуре. Вторая фаза — «лиминальный» период — является промежуточной, поскольку участник получает черты двойственности или «лиминальной персональности». Эти люди обладают амбивалентностью, поскольку не укладываются в рамки каких-либо классификаций состояния (state) и положения (position) в культурном пространстве. Лиминальные существа — «ни здесь, ни там, ни то, ни сё»… Их амбивалентные свойства выражаются большим разнообразием символов. Лиминальность часто уподобляется смерти, утробному существованию, невидимости, темноте, двуполости, пустыне, затмению солнца и луны и проявляет черты некой альтернативы известной нам структуре, как «миг во времени и вне его». В третьей, восстановительной, фазе «переходящий» вновь обретает стабильное состояние и получает права и обязанности «структурного» типа, соответствующего обычным нормам и стандартам.

## Примеры общего использования

### Фольклор
Существует несколько историй в фольклоре о тех, кого можно было убить только в лиминальном пространстве: в валлийской мифологии Ллеу нельзя было убить ни днем, ни ночью, ни в помещении, ни на улице, ни верхом, ни пешком, ни одетым, ни обнажённым. Точно так же в индуистском тексте Бхагавата-пурана Вишну появляется в форме получеловека-полульва по имени Нарасимха, чтобы уничтожить демона Хираньякашипу, который получил силу никогда не быть убитым днём или ночью, в воздухе или на земле, человеком или животным. Нарасимха убивает Хираньякашипу в сумерках своими острыми когтями на пороге дворца, и, поскольку Нарасимха сам бог, демона убивает ни человек, ни зверь.
История об Амуре и Психее служит примером лиминального мифа, проявляющегося через образ Психеи и события, которые она переживает. Ее всегда считают слишком красивой, чтобы быть человеком, и не совсем богиней, что устанавливает ее пороговое существование. Психея находится в лиминальном пространстве, не являясь как женой, так и незамужней девушкой, и живя при этом между мирами. Помимо этого, ее переход к бессмертию, чтобы жить с Купидоном, служит лиминальным обрядом перехода, в котором она переходит от смертного к бессмертному, от человека к богине; когда Психея выпивает амброзию и решает свою судьбу, обряд завершается, и миф заканчивается радостной свадьбой и рождением Волупии, богини, олицетворяющей наслаждение.

### Массовая культура

#### Фильмы и сериалы
- «Сумеречная зона» (1959—2003 гг.) — американский телевизионный сериал-антология, в котором исследуются необычные ситуации между реальностью и паранормальными явлениями.
- «Терминал» (2004 г.) — американский фильм, в котором главный герой (Виктор Наворски) заперт в лиминальном пространстве; поскольку он не может ни вернуться в свою родную страну Кракожию на законных основаниях, ни въехать в Соединенные Штаты, он должен оставаться в терминале аэропорта на неопределенный срок, пока не найдет выход в конце фильма.
- «Детонатор» (2004 г.) — американский научно-фантастический фильм Шейна Кэррута, в котором главные герои устанавливают свою машину для путешествий во времени в хранилище, чтобы ее случайно не обнаружили. Коридоры хранилища устрашающе неизменны и безлики, в некотором смысле изображаются вне времени и могут считаться пограничным пространством.
- «Принцесса Мононоке» — полнометражный аниме-фильм режиссёра Хаяо Миядзаки. Лесной дух, которого возможно убить во время переключения его двух форм.
- «Разделение» (2022 г.) — американский научно-фантастический сериал, в котором главный герой Марк Скаут (Адам Скотт) работает офисным сотрудником загадочной корпорации «Люмон», при этом его подвергли специальной хирургической операции на мозге. Его сознание разделено на две личности, одна из которых существует только в стенах офисного здания и не может контактировать с внешним миром, а другая живет обычной жизнью.

#### Фотографии и интернет-культура
В сообществах онлайн-фотографов в конце 2010-х годов были в тренде изображения лиминальных пространств, их целью было передать «чувство ностальгии, потерянности и неуверенности». Это привлекло внимание средств массовой информации в 2019 году, когда на форуме 4chan появилась короткая крипипаста, которая стала вирусной. Она включала в себя изображение коридора с жёлтыми коврами и обоями, а также подписью, утверждающей, что «Если не проявить достаточной осторожности и выпасть из реальности, то можно оказаться в Закулисье, где не будет ничего, кроме затхлого запаха ветхого ковра, безумия жёлтых обоев, бесконечного невыносимого шума люминесцентных ламп, а также 600 миллионов квадратных миль случайным образом совмещённых пустых комнат. Упаси вас Господь услышать, как что-то бродит рядом, ведь это самое что-то уже наверняка о вас знает» . Вскоре появилось общее название «Лиминальные пространства».
Сюрреализм является отличительной чертой лиминальных пространств в фотографии, поскольку общей целью является ощущение как знакомого, так и отчуждённого, которое нужно передать зрителю. Многие популярные онлайн-изображения лиминальных пространств появились в сообществе городских исследователей. Низкое разрешение изображения может придать изображению «вневременное» или вызывающее ностальгию качество, которое часто преднамеренно используется для эффекта.

#### Музыка и другие медиа
Liminal Space — альбом американского брейккор-исполнителя Xanopticon. Группа Coil упоминают лиминальность во всех своих работах, особенно в названии песни «Batwings (A Limnal Hymn)» из альбома Musick to Play in the Dark Vol. 2.
В тексте песни французской рок-группы Little Nemo «A Day Out of Time» идея лиминальности косвенно исследуется, описывая переходный момент перед возвращением «обычных забот». Этот лиминальный момент называется вневременным и, следовательно, лишенным целей и/или сожалений.
Концептуальный альбом Liminal Rite (2022) американской прогрессив-дэт-метал группы Kardashev повествует о человеке, проходящем лиминальный обряд. 